# Jamie Staff
Jamie Alan Staff, MBE (nascido em 30 de abril de 1973) é um ex-ciclista britânico e treinador, anteriormente em BMX e mais tarde na pista. Ganhador de uma medalha de ouro olímpico em Pequim 2008 na perseguição por equipes, também foi proclamado campeão do mundo no Keirin e velocidade por equipes. Ele competiu em algumas provas de BMX.
Em 2009 foi condecorado com a Ordem do Império Britânico (MBE).